# Гетьман Володимир
Гетьман Володимир Володимирович (нар. 7 лютого 1995, Гладківщина, Україна) — український спортсмен-пауерліфтер, суддя другої категорії з пауерліфтингу, співзасновник команди «Сильні Переяслава»  

### Здобутки
- У 2023 році за даними оpenpowerlifting.org Володимир увійшов у топ-5 атлетів України з класичного жиму лежачи у ваговій категорії до 90 кг. З результатом — 180 кг, що забезпечило йому п’яте місце серед найсильніших українських спортсменів.
- Найсильніша людина Переяславщини 2023 на турнірі з класичного жиму лежачи.
- Кандидат у майстри спорту України - 15.03.2023 присвоєно департаментом молоді та спорту виконавчого органу Київської міської ради.
- ІІІ-й спортивний розряд - 26.12.2012 присвоєно Золотоніським міським відділом з фізичної культури та спорту.

### Спортивні результати
| Рік                                                                        | Місце                                      | Вага                                       | Присідання                                 | Присідання                                 | Присідання                                 | Присідання                                 | Жим лежачи                                 | Жим лежачи                                 | Жим лежачи                                 | Жим лежачи                                 | Станова тяга                               | Станова тяга                               | Станова тяга                               | Станова тяга                               | Загалом                                    | Місце                                      |
| Рік                                                                        | Місце                                      | Вага                                       | 1                                          | 2                                          | 3                                          | Місце                                      | 1                                          | 2                                          | 3                                          | Місце                                      | 1                                          | 2                                          | 3                                          | Місце                                      | Загалом                                    | Місце                                      |
| Відкритий чемпіонат Черкас з пауерліфтингу                                 | Відкритий чемпіонат Черкас з пауерліфтингу | Відкритий чемпіонат Черкас з пауерліфтингу | Відкритий чемпіонат Черкас з пауерліфтингу | Відкритий чемпіонат Черкас з пауерліфтингу | Відкритий чемпіонат Черкас з пауерліфтингу | Відкритий чемпіонат Черкас з пауерліфтингу | Відкритий чемпіонат Черкас з пауерліфтингу | Відкритий чемпіонат Черкас з пауерліфтингу | Відкритий чемпіонат Черкас з пауерліфтингу | Відкритий чемпіонат Черкас з пауерліфтингу | Відкритий чемпіонат Черкас з пауерліфтингу | Відкритий чемпіонат Черкас з пауерліфтингу | Відкритий чемпіонат Черкас з пауерліфтингу | Відкритий чемпіонат Черкас з пауерліфтингу | Відкритий чемпіонат Черкас з пауерліфтингу | Відкритий чемпіонат Черкас з пауерліфтингу |
| -------------------------------------------------------------------------- | ------------------------------------------ | ------------------------------------------ | ------------------------------------------ | ------------------------------------------ | ------------------------------------------ | ------------------------------------------ | ------------------------------------------ | ------------------------------------------ | ------------------------------------------ | ------------------------------------------ | ------------------------------------------ | ------------------------------------------ | ------------------------------------------ | ------------------------------------------ | ------------------------------------------ | ------------------------------------------ |
| 2012                                                                       | Черкаси                                    | 74 кг                                      | 110                                        | 120                                        | 135                                        | 7                                          | 120                                        | 130                                        | 130                                        | 4                                          | 130                                        | 140                                        | 150                                        | 6                                          | 395                                        | 5                                          |
| Чемпіонат Черкас з пауерліфтингу                                           |                                            |                                            |                                            |                                            |                                            |                                            |                                            |                                            |                                            |                                            |                                            |                                            |                                            |                                            |                                            |                                            |
| 2013                                                                       | Черкаси                                    | 74 кг                                      | 140                                        | 145                                        | 150                                        | 5                                          | 130                                        | 130                                        | 135                                        | 4                                          | 150                                        | 165                                        | 170                                        | 7                                          | 440                                        | 4                                          |
| Відкритий кубок Черкас з пауерліфтингу                                     |                                            |                                            |                                            |                                            |                                            |                                            |                                            |                                            |                                            |                                            |                                            |                                            |                                            |                                            |                                            |                                            |
| 2013                                                                       | Черкаси                                    | 74 кг                                      | -                                          | -                                          | -                                          | -                                          | 120                                        | 130                                        | 135                                        | 1                                          | -                                          | -                                          | -                                          | -                                          | 130                                        | 1                                          |
| Відкритий чемпіонат Черкас з пауерліфтингу                                 |                                            |                                            |                                            |                                            |                                            |                                            |                                            |                                            |                                            |                                            |                                            |                                            |                                            |                                            |                                            |                                            |
| 2013                                                                       | Черкаси                                    | 74 кг                                      | -                                          | -                                          | -                                          | -                                          | 120                                        | 120                                        | 130                                        | 2                                          | -                                          | -                                          | -                                          | -                                          | 120                                        | 2                                          |
| Чемпіонат Львівської області з класичного жиму лежачи пам’яті М. Невзорова |                                            |                                            |                                            |                                            |                                            |                                            |                                            |                                            |                                            |                                            |                                            |                                            |                                            |                                            |                                            |                                            |
| 2015                                                                       | Новояворівськ                              | 74 кг                                      | -                                          | -                                          | -                                          | -                                          | 120                                        | 135                                        | 145                                        | 4                                          | -                                          | -                                          | -                                          | -                                          | 145                                        | 4                                          |
| Відкритий турнір Черкас з жиму лежачи та станової тяги                     |                                            |                                            |                                            |                                            |                                            |                                            |                                            |                                            |                                            |                                            |                                            |                                            |                                            |                                            |                                            |                                            |
| 2015                                                                       | Черкаси                                    | 83 кг                                      | -                                          | -                                          | -                                          | -                                          | -                                          | -                                          | -                                          | -                                          | 170                                        | 185                                        | 190                                        | 3                                          | 185                                        | 3                                          |
| Відкритий чемпіонат Києва з пауерліфтингу                                  |                                            |                                            |                                            |                                            |                                            |                                            |                                            |                                            |                                            |                                            |                                            |                                            |                                            |                                            |                                            |                                            |
| 2023                                                                       | Київ                                       | 93 кг                                      | -                                          | -                                          | -                                          | -                                          | 165                                        | 170                                        | 177,5                                      | 3                                          | -                                          | -                                          | -                                          | -                                          | 170                                        | 3                                          |
| Чемпіонат України з жиму лежачи та класичного жиму лежачи                  |                                            |                                            |                                            |                                            |                                            |                                            |                                            |                                            |                                            |                                            |                                            |                                            |                                            |                                            |                                            |                                            |
| 2023                                                                       | Камʼянець-Подільський                      | 93 кг                                      | -                                          | -                                          | -                                          | -                                          | 175                                        | 182,5                                      | 185                                        | 4                                          | -                                          | -                                          | -                                          | -                                          | 185                                        | 4                                          |
| Чемпіонат України з класичного пауерліфтингу та студентів ЗВО              |                                            |                                            |                                            |                                            |                                            |                                            |                                            |                                            |                                            |                                            |                                            |                                            |                                            |                                            |                                            |                                            |
| 2023                                                                       | Львів                                      | 93 кг                                      | 180                                        | 190                                        | 200                                        | 2                                          | 175                                        | 180                                        | 185                                        | 1                                          | 180                                        | 195                                        | 210                                        | 3                                          | 590                                        | 2                                          |
| 2023                                                                       | Львів                                      | 93 кг                                      | 180                                        | 190                                        | 200                                        | 21                                         | 175                                        | 180                                        | 185                                        | 1                                          | 180                                        | 195                                        | 210                                        | 19                                         | 590                                        | 14                                         |
| Відкритий кубок Києва з жиму лежачи [1]                                    |                                            |                                            |                                            |                                            |                                            |                                            |                                            |                                            |                                            |                                            |                                            |                                            |                                            |                                            |                                            |                                            |
| 2023                                                                       | Київ                                       | 93 кг                                      | -                                          | -                                          | -                                          | -                                          | 170                                        | 175                                        | 182,5                                      | 2                                          | -                                          | -                                          | -                                          | -                                          | 182,5                                      | 2                                          |
| Відкритий чемпіонат Університету з пауерліфтингу                           |                                            |                                            |                                            |                                            |                                            |                                            |                                            |                                            |                                            |                                            |                                            |                                            |                                            |                                            |                                            |                                            |
| 2024                                                                       | Переяслав                                  | 93 кг                                      | -                                          | -                                          | -                                          | -                                          | 140                                        | 150                                        | 160                                        | 1                                          | -                                          | -                                          | -                                          | -                                          | 160                                        | 1                                          |
| Відкритий Турнір з пауерліфтингу та жиму лежачи                            |                                            |                                            |                                            |                                            |                                            |                                            |                                            |                                            |                                            |                                            |                                            |                                            |                                            |                                            |                                            |                                            |
| 2024                                                                       | Київ                                       | 93 кг                                      | -                                          | -                                          | -                                          | -                                          | 182,5                                      | 190                                        | 192,5                                      | 4                                          | -                                          | -                                          | -                                          | -                                          | 182,5                                      | 4                                          |
| Відкритий Турнір з класичного жиму лежачи пам'яті В.С.Беттяра              |                                            |                                            |                                            |                                            |                                            |                                            |                                            |                                            |                                            |                                            |                                            |                                            |                                            |                                            |                                            |                                            |
| 2025                                                                       | Бородянка                                  | 93 кг                                      | -                                          | -                                          | -                                          | -                                          | 165                                        | 177,5                                      | 185                                        | 1                                          | -                                          | -                                          | -                                          | -                                          | 185                                        | 1                                          |
| Кубок Поділля з класичного жиму лежачи'                                    |                                            |                                            |                                            |                                            |                                            |                                            |                                            |                                            |                                            |                                            |                                            |                                            |                                            |                                            |                                            |                                            |
| 2025                                                                       | Вінниця                                    | 93 кг                                      | -                                          | -                                          | -                                          | -                                          | 190                                        | 200                                        | 205                                        | 2                                          | -                                          | -                                          | -                                          | -                                          | 205                                        | 2                                          |

### Навчання
- Навчався у Гладківщинському навчальному-виховному комплексі "загально освітня школа І-III ступенів до 2010 року.

- У 2012 році вступив на навчання до "Золотоніського професійного ліцею" та закінчив по професії тракторист-машиніст сільськогосподарського виробництва категорії "А"; водій автотранспортних засобів категорії "С".

- У 2020 році поступив до Університету ім. Григорія Сковороди в Переяславі за спеціальністю фізичної культури та закінчив за професією вчитель фізичної культури базової школи. (Бакалавр СО) в 2024 році.

### Особисті рекорди
| Жим                    | 205 кг х 1 180 кг х 4* 150 кг х 10* |
| Присяд                 | 200 кг х 1 150 кг х 10 *            |
| Тяга                   | 215 кг х 1 165 кг х 6 *             |
| Тяга платформи 60 сек. | 150 кг х 26                         |
| Підйом на біцепс       | 55 х 1 40 х 8 *                     |
| Жим на рази 60 сек.    | 50 х 72 60 х 65 100 х 32            |
| Дамбл.                 | 45 х 3                              |
| Біг 5000               | 00:27:38                            |
| Біг 3000               | 00:14:05*                           |
| Біг 1000               | 00:04:05                            |
| Біг 100 м              | 13,3 с*                             |

* Дані результати були виконані на тренуванні